# Wolfgang Herles

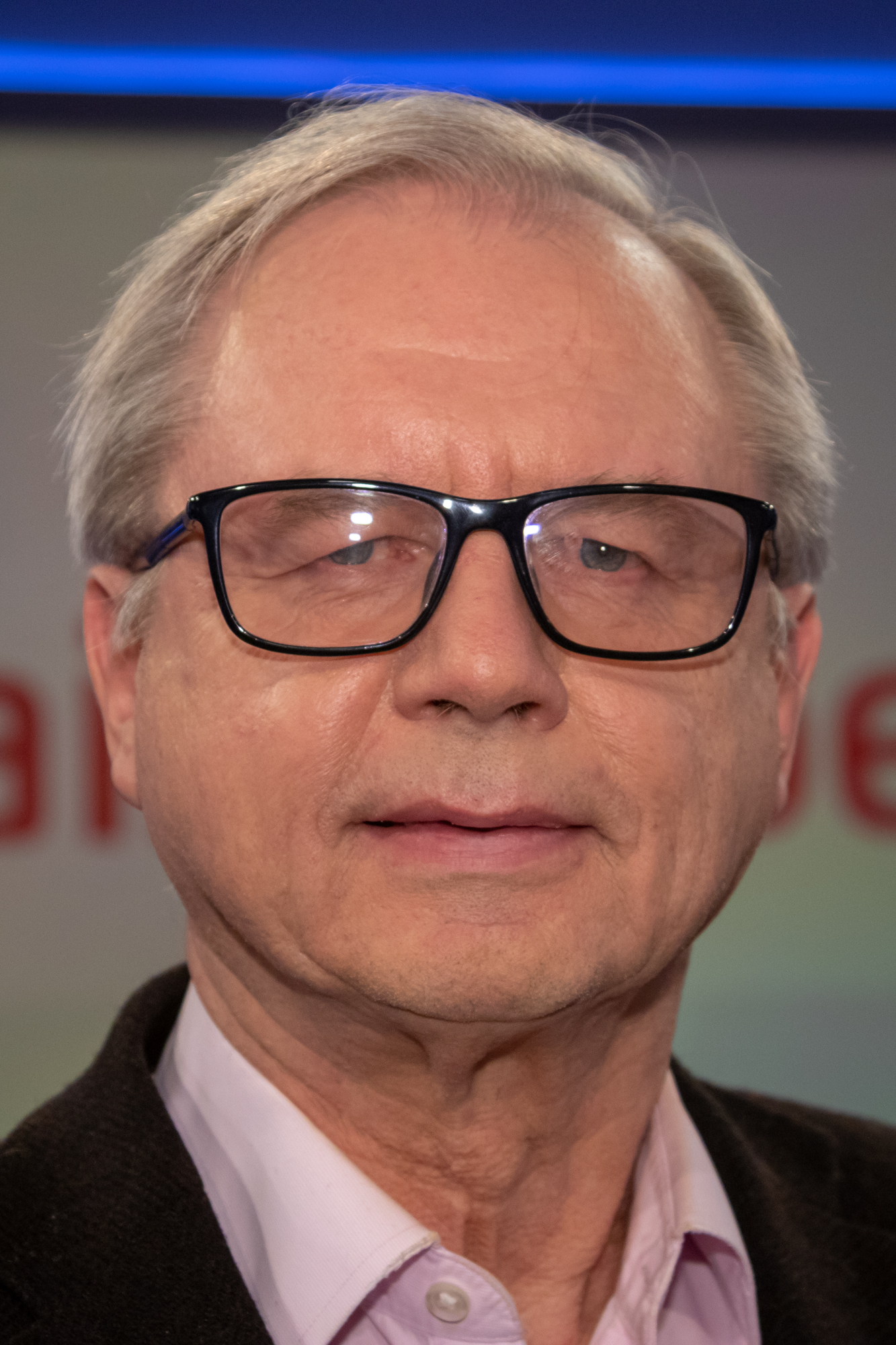
Wolfgang Herles, 2019

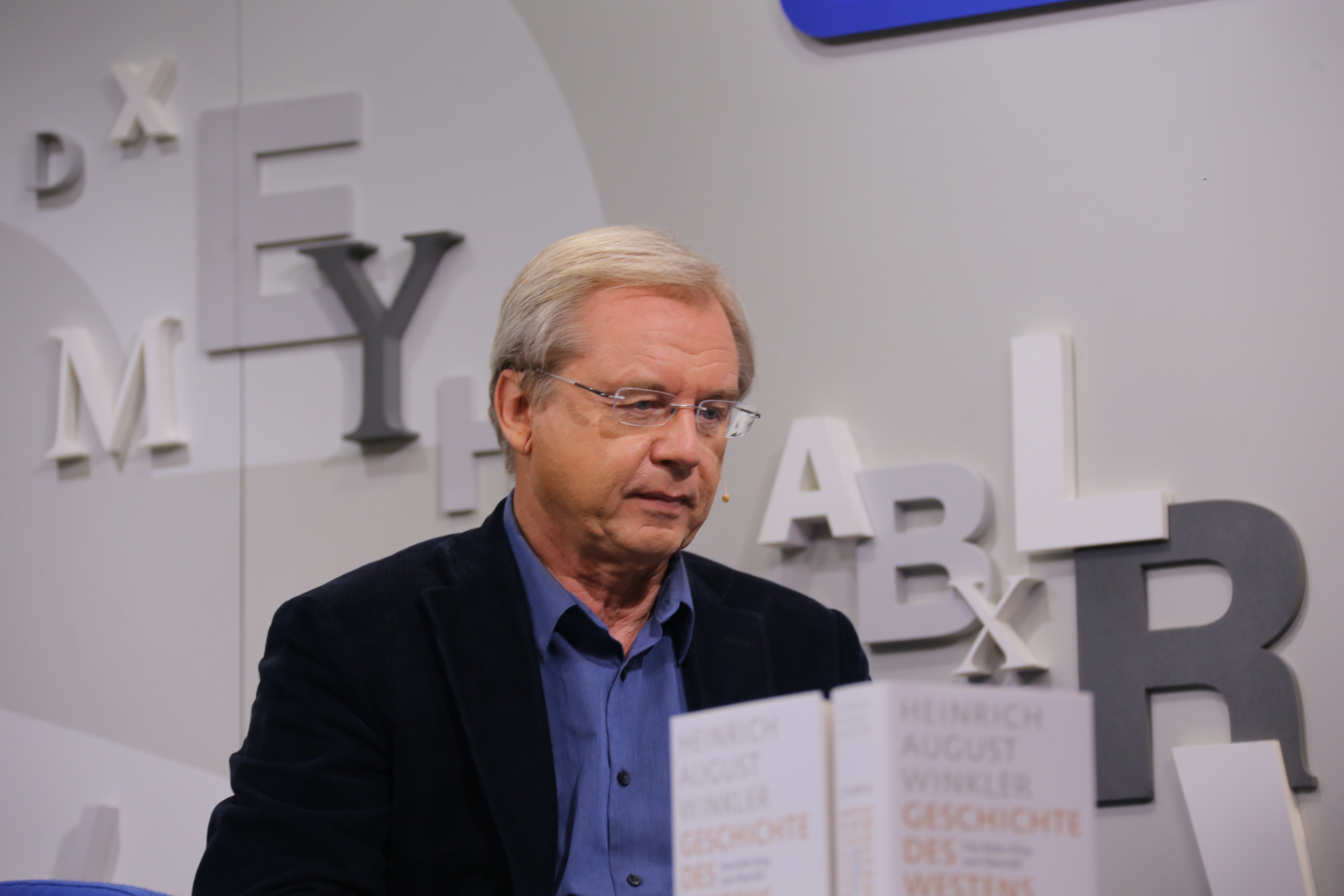
Wolfgang Herles, 2014

Wolfgang Herles (* 8. Mai 1950 in Tittling) ist ein deutscher Journalist und Schriftsteller.

## Leben und Wirken
Wolfgang Herles wurde im niederbayerischen Tittling (Landkreis Passau) geboren und wuchs in einem katholischen Elternhaus in Lindau (Bodensee) auf, wo sein Vater als Realschullehrer tätig war. 1956 wurde er eingeschult und legte 1971 sein Abitur am Bodensee-Gymnasium Lindau ab. Im Anschluss besucht er von 1972 bis 1973 die Deutsche Journalistenschule in München.
Von 1975 bis 1980 war Herles als freier Hörfunkjournalist für den Bayerischen Rundfunk als Korrespondent in Bonn tätig und studierte parallel an der Universität München Germanistik (Neuere Deutsche Literatur), Geschichtswissenschaft und Psychologie. Dabei erwarb er 1977 einen Magister-Grad und wurde 1982 über den Beziehungswandel zwischen Mensch und Natur im Spiegel der deutschen Literatur seit 1945 zum Dr. phil. promoviert. Herles war Mitglied der Jungen Union, galt als CSU-naher sowie katholisch-konservativer Journalist und machte schnell Karriere. Ab 1980 arbeitete er als Redakteur für Report München, Tagesschau und Tagesthemen.
1984 wechselte Herles zum ZDF, wo er als stellvertretender Hauptredaktionsleiter Innenpolitik die Konzeption und Moderation der Politmagazine Bonn direkt und Was nun, …? übernahm. Von 1987 bis 1991 war Herles Leiter des ZDF-Studios in Bonn. Obwohl sein Vertrag als Studioleiter erst im November 1992 enden sollte, bat Herles den Sender 1991 um die Übertragung einer neuen Aufgabe. Die CDU-nahen Mitglieder des ZDF-Verwaltungsrates sollen zuvor auf seine Ablösung gedrängt haben, weil Herles wiederholt scharfe öffentliche Kritik am damaligen Bundeskanzler Helmut Kohl geübt hatte. Herles verteidigt die „Revolution von 1968“ gegen Kritik und plädierte 1991 in der Diskussion um den Sitz von Bundestag und Bundesrat für Bonn.
Bis 1996 moderierte er die ZDF-Talkshow live. Von 2000 bis 2015 war Herles Redaktionsleiter und Moderator der ZDF-Kultursendung aspekte. Zudem moderierte er die Bücher-Sendungen Schrifttypen (3sat) und auf den Punkt bei Phoenix. Von 2011 bis 2015 moderierte er beim ZDF die Literatursendung Das Blaue Sofa. Er ist ein vehementer Kritiker der in Deutschland traditionellen Trennung zwischen „ernster“ und „unterhaltender“ Literatur.
Unter dem Titel Herles fällt auf ist er derzeit Autor einer regelmäßigen Kolumne in der Online-Zeitung und dem Monatsmagazin Tichys Einblick des Publizisten Roland Tichy. Daneben schreibt er seit 2017 Opernkritiken für den Freitag. Er ist regelmäßig Gast bei dem multimedialen Medienangebot NiUS, welches von Julian Reichelt geleitet wird.

## Privat
Seit 1981 ist Herles mit der Journalistin Barbara Lippsmeier verheiratet, mit der er zwei Söhne hat. Sein Bruder Diethard Herles, der im Jahr 2016 verstarb, war Professor für Kunstpädagogik an der damaligen Universität Koblenz-Landau.

## Publikationen
Die Gefallsüchtigen (2015)

In seiner Publikation Die Gefallsüchtigen kritisierte Wolfgang Herles ähnlich wie Ulrich Tilgner den „Quotenfetischismus“ des ZDF, dem nichts ferner liege als Kritik, Provokation und Aufklärung. Medien und Politiker folgten der „Macht des Marktes“, was zu einem platten homogenen Unterhaltungsprogramm und zur Niveausenkung führe. Kultur würde immer mehr aus dem Hauptprogramm ausgelagert. Die Aufgabe, vierte Gewalt zu sein, würden die Gebührensender „dramatisch verfehlen“. Herles plädiert daher für eine radikale Programmreform, die Abschaffung des Gebührenfernsehens und eine Finanzierung aus Steuermitteln.

„Das Fernsehen wird unterschätzt, weil es ja als reines Unterhaltungsmedium missbraucht wird. Es ist aber das letzte Medium, das noch Mehrheiten erreichen könnte – auch erreichen könnte mit ernsthafteren, strittigeren, unbequemeren, unkonventionelleren Inhalten. Wir nutzen diese Chance aber nicht. Wir senden Sport ohne Ende, dafür sind die Gebühren bestimmt nicht da. Wir senden Krimis ohne Ende, senden jeden Tag mehrere Krimis, als ob Krimis die Realität abbilden würden. Das sind die Märchen unserer Zeit. Und in den zahllosen Talkshows wird zwar geredet, aber nicht wirklich debattiert, denn es läuft immer auf das Fühlen hinaus. Wir sind in einer politischen Situation, in der das Fühlen – Willkommenskultur nur als Beispiel, gegen die ich nichts habe – aber das Fühlen gilt uns mehr als das Wissen und mehr als das Reflektieren.“

In ihrer Rezension im Deutschlandfunk stimmt Brigitte Baetz der Kritik am Substanzverlust in der politischen Debatte und der Verflachung der Fernsehprogramme zu, attestiert Herles jedoch einen Denkfehler, wenn er empfiehlt, dass die öffentlich-rechtlichen Programme zugunsten des Kulturprogramms weitgehend auf Sport und Unterhaltung verzichten sollten. Damit würden sie zu Spartensendern, die dann in der Konkurrenz zu den Kommerzkanälen „auf der Fernbedienung nach hinten programmiert werden“. Zudem sei das Modell der Finanzierung über Steuern statt Gebühren verfassungsrechtlich fragwürdig, da die Rundfunkanstalten staatsfern sein müssten.
Hans-Peter Siebenhaar (Handelsblatt) schätzt Herles' Darstellung als „unbekannte Innenansicht“ eines aufrechten Journalisten im öffentlich-rechtlichen Rundfunk, der „bis heute vor den Zangengriffen der Parteien nicht geschützt“ sei. Die Gründung einer parteifernen Stiftung als Träger der Rundfunkanstalten und Steuerfinanzierung wie bei anderen Kultureinrichtungen hält Siebenhaar für verlockend, weist aber auf die Gefahr der Einflussnahme der Regierung hin: „Wer zahlt, schafft an.“  Herles' Kernforderungen seien aber aktueller denn je und verlangten eine grundlegende Reform des öffentlich-rechtlichen Rundfunks.
Rudolf Walther (SZ) hält Diagnose und Therapie Herles' für richtig, beklagt aber, das Buch komme zu spät, da Herles seine Kritik besser vorgetragen hätte, als er noch redaktionelle Verantwortung trug.

## Veröffentlichungen
- Selbst-Porträt der Kindheit und Jugend in: Florian Langenscheidt (Hrsg.): Bei uns zu Hause. Prominente erzählen von ihrer Kindheit. Düsseldorf 1995, ISBN 3-430-15945-8.
- Der Beziehungswandel zwischen Mensch und Natur im Spiegel der deutschen Literatur seit 1945  (1982) Hochschulschrift, ISBN 3-88099-125-1.
- Die (doppelte) Fälschung – Anmerkungen zum Verhältnis zwischen Literatur und Journalismus am Beispiel des Romans von N. Born. In: Romantik und Moderne. Festschrift für Helmut Motekat (S. 213–223). Herausgeber: Erich Huber-Thoma (1986) Lang, ISBN 3-8204-8215-6.
- Nationalrausch – Szenen aus dem gesamtdeutschen Machtkampf (1990) Kindler, ISBN 3-463-40140-1.
- Geteilte Freude – das erste Jahr der dritten Republik (1992) Kindler, ISBN 3-463-40175-4.
- Wir dürfen nicht schweigen – ein politisches Gespräch mit Heinrich Albertz (1993) Kindler, ISBN 3-463-40213-0.
- Das Saumagen-Syndrom – die Deutschen und ihre Politiker  (1994) Kindler, ISBN 3-463-40237-8.
- Richard von Weizsäcker – Geist, Mass und Stil – die Biographie einer politischen Persönlichkeit (1994) ZDF-Video / BMG.
- Die Machtspieler – hinter den Kulissen großer Konzerne (1998) ECON, ISBN 3-430-14376-4.
- Eine blendende Gesellschaft – Roman (1996) Goldmann, ISBN 3-89667-005-0.
- Fusion Roman (1999) Hoffmann und Campe, ISBN 3-455-02805-5.
- Die Tiefe der Talkshow Roman (2004) dtv, ISBN 3-423-24382-1.
- Wir sind kein Volk – eine Polemik (2004) Piper, ISBN 3-492-04663-0.
- Dann wählt mal schön – wie wir unsere Demokratie ruinieren (2005) Piper, ISBN 3-492-04862-5.
- Neurose D: Eine andere Geschichte Deutschlands (2008) Piper, ISBN 3-492-05099-9.
- Exempel Talkshow. In: Sascha Michel/Heiko Girnth (Hrsg.): Polit-Talkshows – Bühnen der Macht. Ein Blick hinter die Kulissen. Bonn: Bouvier (2009), S. 33–38, ISBN 978-3-416-03280-3.
- Die Dirigentin (2011) Fischer Verlag[12]
- Susanna im Bade (2014) Fischer Verlag, ISBN 978-3-104-02712-8.
- Die Gefallsüchtigen – Gegen den Konformismus in den Medien und Populismus in der Politik (2015) Knaus, ISBN 978-3-8135-0668-6.
- Sahra Wagenknecht – Rot, Rosa, Sahra, 30-minütiges TV-Porträt (2017), in der MDR-Sendereihe Lebensläufe[13]
- Der aufhaltsame Abstieg des öffentlich-rechtlichen Fernsehens – Berichte von Beteiligten (2023), Verlag edition ost, ISBN 978-3-360-02808-2.
- Mehr Anarchie, die Herrschaften! Eine Anstiftung (2023) Langen-Müller ISBN 978-3784436852
- Gemütlich war es nie - Erinnerungen eines Skeptikers, Langen-Müller Verlag, 2025, ISBN 978-3-7844-3738-5
- Gemütlich war es nie - Erinnerungen eines Skeptikers, Atlas Aurora Verlag, Hörbuch, (2025, Autorenlesung)

## Ehrungen
- 1975 Kurt-Magnus-Preis, Hörfunkpreis der ARD
- 1995 Ernst-Schneider-Preis in der Kategorie Kurzbeitrag für das „Portrait Piëch“
- 1996 Herbert Quandt Medien-Preis in der Kategorie Unternehmensportraits
- 2000 Ernst-Schneider-Preis in der Kategorie Große Wirtschaftssendung für den Beitrag „MACHTSPIELE – (Deutsche Bank). Wechseljahre – Wie Rolf Breuer die Deutsche Bank globalisiert“
- 2000 Deutscher Wirtschaftsfilmpreis